# Echiostoma
Echiostoma is een monotypisch geslacht van straalvinnige vissen uit de familie van Stomiidae. Het geslacht is voor het eerst wetenschappelijk beschreven in 1843 door Lowe.

## Soort
- Echiostoma barbatum Lowe, 1843